# Вијале (Перуђа)
Вијале (итал. Viale) је насеље у Италији у округу Перуђа, региону Умбрија.
Према процени из 2011. у насељу је живело 101 становника. Насеље се налази на надморској висини од 168 м.